# Sandra (1965)
Sandra (auch: Sandra – Die Triebhafte) ist ein italienisch-französisches Filmdrama von Luchino Visconti aus dem Jahr 1965. Der Regisseur griff bei diesem Werk auf harte Schwarzweiß-Bilder zurück, um die antike „Elektra“-Tragödie in die moderne Zeit der 1960er Jahre zu übertragen. Dabei beschäftigten ihn vor allem die Themen „Verrat“ und „Inzest“ sowie der Niedergang der bürgerlichen Familie.
Filmstart in der Bundesrepublik Deutschland war am 14. Januar 1966.

## Handlung
Die Etruskerstadt Volterra ist Schauplatz einer Familientragödie. Aus Genf kehrt die junge Sandra mit ihrem amerikanischen Gatten Andrew an den Ort ihrer Kindheit zurück. Ihr jüdischer Vater, der im Konzentrationslager starb, soll mit einer Büste geehrt werden. Die Zusammenkunft mit ihrer Mutter ist stark unterkühlt. Ihr Bruder Gianni indes, ein labiler Schriftsteller, liebt seine Schwester mehr als nur brüderlich. Die Liebe wird von Sandra allerdings nicht erwidert. Beim Abendessen kommt es zwischen Andrew und Gianni zur Konfrontation. Denn Sandra erfährt von der wahnsinnig gewordenen Mutter, dass sie die Deportation des Vaters durch ihre Anzeige selbst erzwungen hat, und Andrew erfährt von der inzestuösen Beziehung von Gianni zu Sandra.

## Entstehungsgeschichte
Für den Part von Sandras bösartiger Mutter fragte Visconti bei vielen Stummfilmdiven an, die jedoch zu hohe Gagenforderungen an ihn stellten. Daraufhin besetzte er die Rolle mit der französischen Schauspielerin Marie Bell und drehte den Spielfilm von August bis Oktober 1964 im tristen Volterra in der Toskana.

## Kritik
Der film-dienst kritisierte Sandra als „wenig überzeugend...“ „Die mit Symbolismen überladene Inszenierung“ käme nicht zu „präzisen Aussagen“ und schwelge stattdessen „ausgiebig in romantischem Pathos und schwülen Gefühlen“. Bosley Crowther, Filmkritiker der New York Times, sah seinerzeit Viscontis Regiearbeit als Ausdehnung der Verzweiflung für eine zerbröckelnde Oberschicht, die der Italiener bereits mit seinem vorangegangenen Film Der Leopard gezeigt hatte und lobte die Darstellung von Claudia Cardinale.

## Auszeichnungen
Sandra lief 1965 im Wettbewerb der Filmfestspiele von Venedig und gewann mit dem Goldenen Löwen den Hauptpreis des Festivals gegen Regiekollegen wie Luis Buñuel (Simon in der Wüste), Jean-Luc Godard (Elf Uhr nachts) oder Akira Kurosawa (Rotbart). Kameramann Armando Nunnuzzi erhielt für seine Schwarzweiß-Bilder im Jahr darauf von der Berufsvereinigung der italienischen Filmjournalisten (SNGCI) den Nastro d’Argento.